# Roberta Medina
Roberta Medina (Rio de Janeiro, 15 de março de 1978) é uma empresária e produtora de eventos brasileira, residente em Portugal desde 2003. Filha de Roberto Medina, o criador do Rock in Rio, ela é responsável pela realização do Rock in Rio em Lisboa e em Madrid.

## Biografia
Medina nasceu na cidade do Rio de Janeiro. Seu avô materno é natural do Porto, em Portugal.
Formada em Comunicação Social, é presidente da Dream Factory e vice-presidente da empresa ligada ao Rock in Rio, Better World. É também parceira na realização em Portugal da Maior Árvore de Natal da Europa.
Em 2009, integra pela primeira vez o júri da terceira edição do programa de televisão português Ídolos.
Em 2010, promove mais um Rock in Rio Lisboa, e repete o seu papel de jurada, na quarta edição do Ídolos.
Foi eleita em 2011 pela revista brasileira Época, uma das personalidades do ano.
Em  2016 Roberta recebeu uma estrela em sua homenagem no Muro da Fama - Nirvana Studios

## Vida pessoal
Casou-se a 21 de Junho de 2011 com o produtor português Ricardo Acto.
Tem/teve um blog dedicado ao tema de tornar uma casa mais sustentável, e a outros aspectos relacionados com ecologia e poupança.